# Natasha Blasick
Natasha Blasick (ukrainisch Наташа Бласік Natascha Blassik; russisch Наташа Бласик Natascha Blassik; * in Odessa, USSR) ist eine US-amerikanische Schauspielerin und Model.

## Leben
Blasick wurde als Tochter von Sergei und Ludmilla Blasick in Odessa am Schwarzen Meer geboren. Gemeinsam mit einer jüngeren Schwester wuchs sie in einer Plattenbauwohnung auf, die sich die Familie mit einer weiteren Familie teilte. Sie bezeichnet Russisch als ihre Muttersprache. Sie begann später Tanz zu studierte, spielte in Theaterstücken und nahm an mehreren Schönheitswettbewerben teil. Sie erwarb einen Master-Abschluss im Fach Marketing. Seit ihrer Hochzeit mit dem Filmkomponisten Martin Blasick lebt sie in den USA.
In Los Angeles nahm sie Schauspielunterricht, um ihre Kenntnisse zu erweitern. 2003 hatte sie ihre erste Nebenrolle in dem Film Forever Brothers. Es folgten weitere Besetzungen in Spielfilmen, Kurzfilmen oder Episodenrollen in Fernsehserien wie 2007 in Zeit der Sehnsucht. Eine größere Rolle übernahm sie 2011 in Paranoid Activity 2. 2015 hatte sie die Hauptrolle in dem Horrorfilm Cinderella – Playing with Dolls inne und verkörperte im selben Jahr in der Mini-Fernsehserie Natasha Zero Zero die gleichnamige Hauptrolle.

## Filmografie (Auswahl)
- 2003: Forever Brothers
- 2004: MDN (Fernsehserie, 3 Episoden)
- 2004: Final Call – Wenn er auflegt, muss sie sterben (Cellular)
- 2006: Stump the Millionaire (Kurzfilm)
- 2007: Zeit der Sehnsucht (Days of Our Lives, Fernsehserie, 2 Episoden)
- 2007: The Russian Redneck (Miniserie)
- 2007: Flash Click (Kurzfilm)
- 2008: Meine Frau, die Spartaner und ich (Meet the Spartans)
- 2008: The Smelly Janitor (Kurzfilm)
- 2008: Hungry (Kurzfilm)
- 2008: Liquid: Money Talks
- 2009: Hexenjagd (Finale)
- 2009: Viko (Kurzfilm)
- 2009: Whatcha Gonna Do? (Kurzfilm)
- 2009: Death of Evil
- 2009: Bobby Fischer Live
- 2010: Dark Crossing
- 2010: Hollywood Struggles Starring the Brentwood Girls (Kurzfilm)
- 2010: Brando Unauthorized
- 2010: Eve Is Dead (Kurzfilm)
- 2011: Paranoid Activity 2
- 2011: Notes from the New World
- 2011: Gorilla Island (Kurzfilm)
- 2012: True Perfection (Miniserie, Episode 1x01)
- 2012: The Age to Come (Kurzfilm)
- 2013: Nomad the Beginning
- 2013: The Black Russian
- 2014: The Color of Your Skin (Kurzfilm)
- 2014: The Ruffian
- 2015: Cinderella – Playing with Dolls (Playing with Dolls)
- 2015: The Martial Arts Kid
- 2015: Natasha Zero Zero (Miniserie, 3 Episoden)
- 2016: Beyond the Game
- 2016: Welcome to the Men’s Group
- 2016: The Sex Trip
- 2017: Syndicate Smasher
- 2017: Vape Warz (Fernsehfilm)
- 2017: Dead Ant
- 2017: Jean-Claude Van Johnson (Fernsehserie, Episode 1x02)
- 2017: There’s... Johnny! (Fernsehserie, Episode 1x06)
- 2018: Dagger of Adultery
- 2018: Paying Mr. McGetty
- 2018: One Step at a Time (Kurzfilm)
- 2018: Dr. Sugar (Kurzfilm)
- 2019: Loves Me, Loves Me Not
- 2020: Belt Slave
- 2020: Almond Wood (Kurzfilm)
- 2021: Country Comfort (Fernsehserie, Episode 1x07)
- 2021: Senior Entourage
- 2021: Flash Click: Director’s Cut (Kurzfilm)
- 2021: Blood Pageant
- 2022: Navy CIS (NCIS, Fernsehserie, Episode 19x12)
- 2022: Minsky